# AMD Am2900

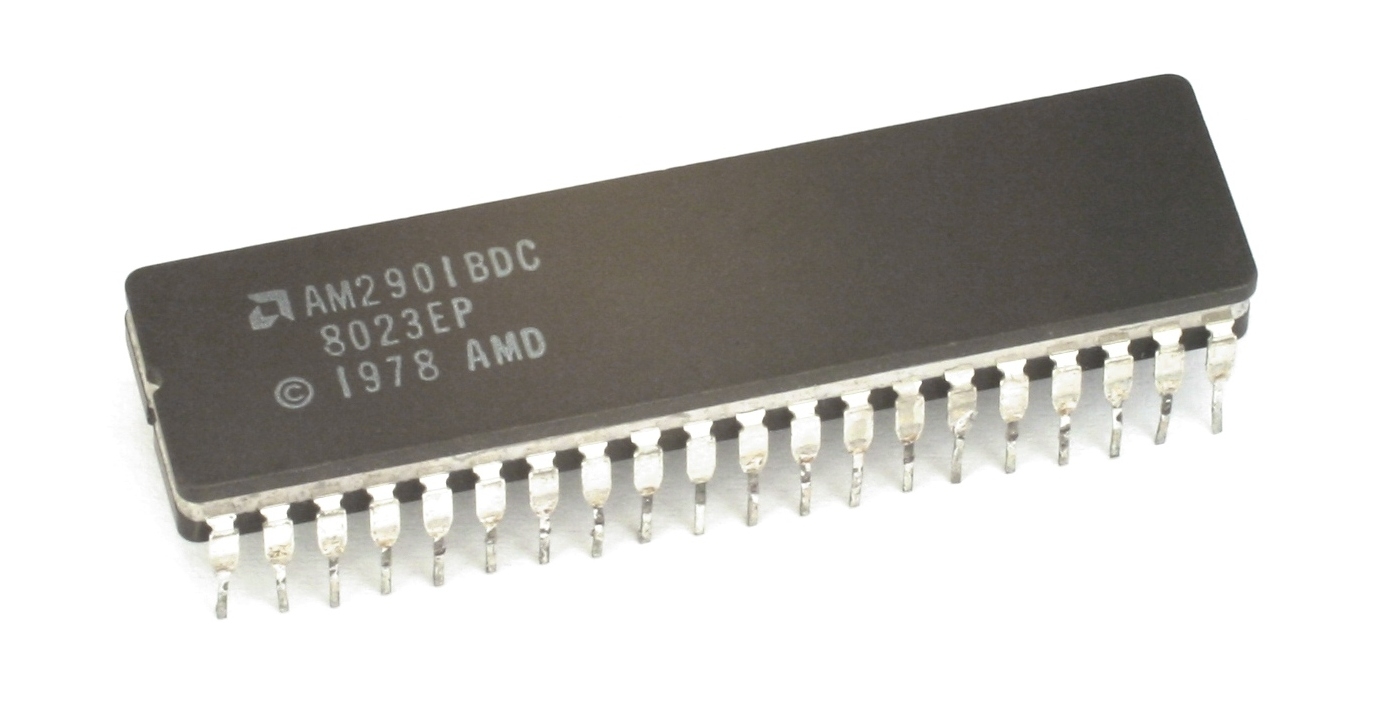
AMD Am2901: 4비트 슬라이스 ALU

Am2900은 1975년 어드밴스트 마이크로 디바이시스(AMD)가 1975년 개발한 집적 회로(IC)의 계열이다.

## Am2900 계열의 멤버
Am2900 계열 데이터 북은 다음을 나열한다:
- Am2901
- Am2902
- Am2903
- Am2904
- Am2905
- Am2906
- Am2907
- Am2908
- Am2909
- Am2910
- Am2911
- Am2912
- Am2913
- Am2914
- Am2915
- Am2916
- Am2917
- Am2918
- Am2919
- Am2920
- Am2921
- Am2922
- Am2923
- Am2924
- Am2925
- Am2926
- Am2927/Am2928
- Am2929
- Am2930
- Am2932
- Am2940
- Am2942
- Am2946/Am2947
- Am2948/Am2949
- Am2950/Am2951
- Am2954/Am2955
- Am2956/Am2957
- Am2958/Am2959
- Am2960
- Am2961/Am2962
- Am2964
- Am2965/Am2966

이 칩들 중 다수는 또한 74F2960 / Am2960와 같은 7400 시리즈 번호를 가지고 있다.

## 같이 보기
- AMD
- AMD 마이크로프로세서 목록